# Viaje en la rejiones septentrionales de la Patagonia
Viaje en la rejiones septentrionales de la Patagonia, 1862-1863 es un libro de viajes escrito por el médico y explorador Guillermo Cox en 1863. Fue publicado inmediatamente luego de su regreso a Chile y se convirtió en una referencia de importancia para conocer las sociedades originarias de norpatagonia. 

## Contexto del libro
Guillermo Cox realizó un primer viaje al norte de la Patagonia argentina en 1859, el cual fracasó por complicaciones en la travesía al cruzar la cordillera de los Andes. En el verano de 1862 y 1863 emprendió otro viaje con el objetivo de hallar una vía que permitiera unir por tierra la zona central de Chile con la Argentina, más específicamente pasando por el lago Nahuel Huapi hasta llegar al océano Atlántico. Pero nuevamente no pudo llegar al océano Atlántico ya que naufragó en el Limay, y por lo que no pudo continuar debido a la compleja situación de la geopolítica indígena.
Si bien el viaje no tuvo el éxito total que esperaba, escribió su experiencia en un libro, Viaje en la rejiones septentrionales de la Patagonia, 1862-1863, que luego que traducido a varios idiomas, constituyendo un importante relato de la geología, biología y la vida social de las poblaciones originarias de la Patagonia.

## Importancia y aportes a los estudios patagónicos
Su libro, Viaje en la rejiones septentrionales de la Patagonia, 1862-1863, fue publicado inmediatamente luego de su regreso a Chile. Los aportes presentes en su libro han sido utilizados por diversos especialistas e investigadores de distintas disciplinas. Por ejemplo, información recabada a partir de sus observaciones han permitido conocer varios aspectos de la etnología patagónica,así como también para la formulación de clasificaciones étnicas y lingüísticas; y como fuente para estudios arqueológicos. También permitió analizar y discutir aspectos vinculado con las que habitaban en el País de las Manzanas y su relación con Buenos Aires.
A su vez, también se ha criticado como las categorías étnicas empleadas por Cox fueron empleadas a mediados del siglo XX por quienes hicieron estudio etnológicos en Patagonia, que implicaba una visión más estática de los pueblos, y no consideraba la  movilidad fluvial y transcordillerana en Norpatagonia. Al mismo tiempo no permitía visualizar la formación de jefaturas en la construcción histórica de identidades y territorialidades.